# Venefica ocella
Venefica ocella är en fiskart som beskrevs av Garman, 1899. Venefica ocella ingår i släktet Venefica och familjen Nettastomatidae. Inga underarter finns listade.